# Álvaro Djaló
Álvaro Djaló Dias Fernandes (Madrid, 16 de agosto de 1999) é um futebolista espanhol que joga como ponta-esquerda. Atualmente, defende o Al-Gharafa emprestado pelo Athletic de Bilbao.

## Carreira
Nascido em Madrid, Djaló passou parte da sua infância na zona de Bilbau e jogou em clubes locais, incluindo SD Begoña, antes de se mudar para Portugal e ingressar no Braga em 2017. Iniciou a carreira sénior nas equipas jovens do Braga em 2020, e assinou o seu primeiro contrato profissional com o clube a 22 de abril de 2022, válido até 2025. Em julho de 2022 começou a treinar com a equipa principal em preparação para a temporada 2022–23.
Djaló fez sua estreia profissional na Primeira Liga como substituto frente ao Sporting, em 7 de agosto de 2022, e deu assistência para o último golo da sua equipa, para empatar o jogo 3–3.
A temporada de 23/24 começou com Djaló a ser um dos grandes destaques do Braga, com golos decisivos na Liga dos Campeões e no campeonato.[carece de fontes?]
Em setembro de 2023, revelou em entrevista ao Diario AS, da Espanha, que o seu sonho era representar a seleção espanhola no futuro.
Em junho de 2025 acertou sua ida ao Al-Gharafa, por empréstimo.

## Estatísticas
- Atualizado até 18 de maio de 2024[9]

| Clube             | Temporada         | Liga                   | Liga  | Liga  | Taça nacional | Taça nacional | Taça da liga | Taça da liga | Europa | Europa | Total | Total |
| Clube             | Temporada         | Divisão                | Jogos | Golos | Jogos         | Golos         | Jogos        | Golos        | Jogos  | Golos  | Jogos | Golos |
| ----------------- | ----------------- | ---------------------- | ----- | ----- | ------------- | ------------- | ------------ | ------------ | ------ | ------ | ----- | ----- |
| Braga B           | 2020–21           | Campeonato de Portugal | 28    | 8     | —             | —             | —            | —            | —      | —      | 28    | 8     |
| Braga B           | 2021–22           | Liga 3                 | 19    | 9     | —             | —             | —            | —            | —      | —      | 19    | 9     |
| Braga B           | Total             | Total                  | 47    | 17    | —             | —             | —            | —            | —      | —      | 47    | 17    |
| Braga             | 2022–23           | Primeira Liga          | 24    | 2     | 7             | 0             | 3            | 1            | 7      | 2      | 41    | 5     |
| Braga             | 2023–24           | Primeira Liga          | 30    | 8     | 3             | 2             | 3            | 0            | 11     | 6      | 47    | 16    |
| Braga             | Total             | Total                  | 54    | 10    | 10            | 2             | 6            | 1            | 18     | 8      | 88    | 22    |
| Athletic Bilbao   | 2024–25           | La Liga                | 0     | 0     | 0             | 0             | 0            | 0            | 0      | 0      | 0     | 0     |
| Total na carreira | Total na carreira | Total na carreira      | 101   | 27    | 10            | 2             | 6            | 1            | 18     | 8      | 134   | 38    |

1. ↑  Inclui Taça de Portugal.
2. ↑  Inclui Taça da Liga.
3. ↑  Cinco jogos e um golo na Liga Europa da UEFA, dois jogos e um golo na Liga Conferência da UEFA
4. ↑  Nove jogos e cinco golos na Liga dos Campeões da UEFA, dois jogos e um golo na Liga Europa da UEFA

## Vida pessoal
Nascido em Espanha, Djaló é descendente de guineenses. Seu primo Malcom Adu Ares também é jogador de futebol e jogarão juntos no Athletic Bilbao a partir de 2024.